# Karolina Wydra
Karolina Izabela Wydra (Opole, 5 maart 1981) is een Poolse/Amerikaans actrice en model.

## Carrière
Wydra verscheen als model in 2003 op de cover van het magazine Vellum en de Duitse versie van Elle, in 2005 verscheen zij op de cover van het Australische magazine Oyster. In 2007 verscheen Wydra samen met George Clooney in een tv-commercial van Nespresso.
Wydra begon in 2008 met acteren in de film Be Kind Rewind, waarna zij nog meerdere rollen speelde in films en televisieseries. Zij is vooral bekend van de rol als Dominika House (de echtgenote van dr. House) in de televisieserie House (2011-2012).

## Filmografie

### Films
- 2019 A Score to Settle - als Simone / Jennifer
- 2016 Incarnate - als Anna
- 2013 Europa Report - als Katya Petrovna
- 2012 After - als Ana
- 2012 Bad Girls - als Kelly
- 2011 Crazy, Stupid, Love. - als Jordyn
- 2008 Sugar - als Raquel
- 2008 Be Kind Rewind - als Gabrielle Bochenski

### Televisieseries
Uitgezonderd eenmalige gastrollen.
- 2019 Agents of S.H.I.E.L.D. - als Izel - 7 afl.
- 2017 Quantico - als Sasha Barinov - 5 afl.
- 2017 Sneaky Pete - als Karolina - 8 afl.
- 2015 Wicked City - als Dianne Gibbons - 8 afl.
- 2013-2014 True Blood - als Violet - 15 afl.
- 2014 Justified - als Mara Paxton - 5 afl.
- 2011-2012 House - als Dominika House - 6 afl.

- Gemeinsame Normdatei: 1070296651
- International Standard Name Identifier: 0000 0004 5311 4765
- Library of Congress Control Number: no2015156336
- Virtual International Authority File: 315582989
- WorldCat: E39PBJB4hJgdPcwgq6vHWP8jYP